# Aphidius dipsaci
Aphidius dipsaci är en stekelart som först beskrevs av Franz Paula von Schrank 1802.  Aphidius dipsaci ingår i släktet Aphidius och familjen bracksteklar. Inga underarter finns listade i Catalogue of Life.